# Amata hyrcana
Amata hyrcana är en fjärilsart som beskrevs av Bang-haas 1912. Amata hyrcana ingår i släktet Amata och familjen björnspinnare. Inga underarter finns listade i Catalogue of Life.